# Ispánki József
Ispánki József (Budapest, 1906. március 16. – Budapest, 1992. november 3.) éremművész, szobrász.

## Családja és származása
Egy kispolgári családban született. Apja Ispánki János (1880–1947), honvéd törzsőrmester, kaposvári vámőr, anyja Molnár Teréz. Az apai nagyszülei Ispánki György (1827–1896), mernyei takács és Szabó Julianna voltak.

## Életpályája
1923 - 1927 az Iparművészeti Iskola, majd 1927 - 1930 között Magyar Képzőművészeti Főiskola növendéke volt. Mesterei Mátrai Lajos, Simai Imre és Szentgyörgyi István voltak. 1931 és 1933 között római ösztöndíjas, majd utána 1935-ig tanársegéd volt a Magyar Képzőművészeti Főiskolán. 1930-tól kiállító művész; rendszeresen részt vett az országos tárlatokon.
Művészi stílusának kialakulásában döntő szerepet játszottak a római ösztöndíjas évek, a klasszikus művészet tanulmányozása. Stílusát tömbszerűség, a tiszta kontúrok hangsúlyozása, görögös, ideálisan szép alakjait plasztikusság jellemzi. Visszatérő szobrászi problémaként megfogalmazott lovas kompozícióiban különösen jól érvényesül nemes archaizmusa. Egész szobrászi működését ez a stílusfelfogás határozza meg, imponálóan egységes ouvre-t teremtve, melynek két hangsúlyos vonulata az éremművészet és a monumentális szobrászat. Éremművészetének kiemelkedő korszakai az 1935-1940 közötti és a 80-as évek. Éremstílusára a műfaj hagyománytisztelete jellemző, de ezt egyéni felfogásán belül, erőteljes plasztikai nyelven, közérthető szimbolikával érvényesíti. Portréiban az ábrázolt személy karakterét tükrözi. A 8 festő 8 szobrász kiállító csoport tagjaként nemzeti hangvételű, de a klasszikus hagyományokat őrző új monumentális szobrászat megteremtésén munkálkodott. Sikeres pályakezdését a háború után nem követte hasonló folytatás, feladatait főként a kétezrelékes megbízatásokból nyerte.

## Házassága és gyermekei

A boldogfai Farkas család címere.

1940. október 22-én feleségül vette a Boldogfai Farkas családból származó, boldogfai Farkas Mária (*Újudvar, 1911. március 26. – †2000. június 4.) kisasszonyt, Boldogfai Farkas Lajos (1878-1930), csáktornyai uradalmi ispán gróf Festetics Jenőnél, és a pósfai Horváth család sarjának, pósfai Horváth Irma (1884-1959) úrnőnek a lányát. A menyasszony apai nagyszülei boldogfai Farkas Ferenc (1838–1908), Zala vármegye számvevője, pénzügyi számellenőre, földbirtokos és nemesnépi Marton Zsófia (1842–1900) voltak; az anyai nagyszülei pósfai Horváth János (1839-1923), a Magyar királyi államvasutak gépgyárának az igazgatója, a Ferenc József-rend lovagja, földbirtokos és forintosházi Forintos Irma (1860-1916) voltak. Ispánki József sógora, a szintén Százados úti művésztelepen dolgozó Boldogfai Farkas Sándor szobrászművész, aki a felesége féltestvére volt. Ispánki József és boldogfai Farkas Mária házasságából született 
Ispánki József és Ispánki Mária.

## Köztéri művei

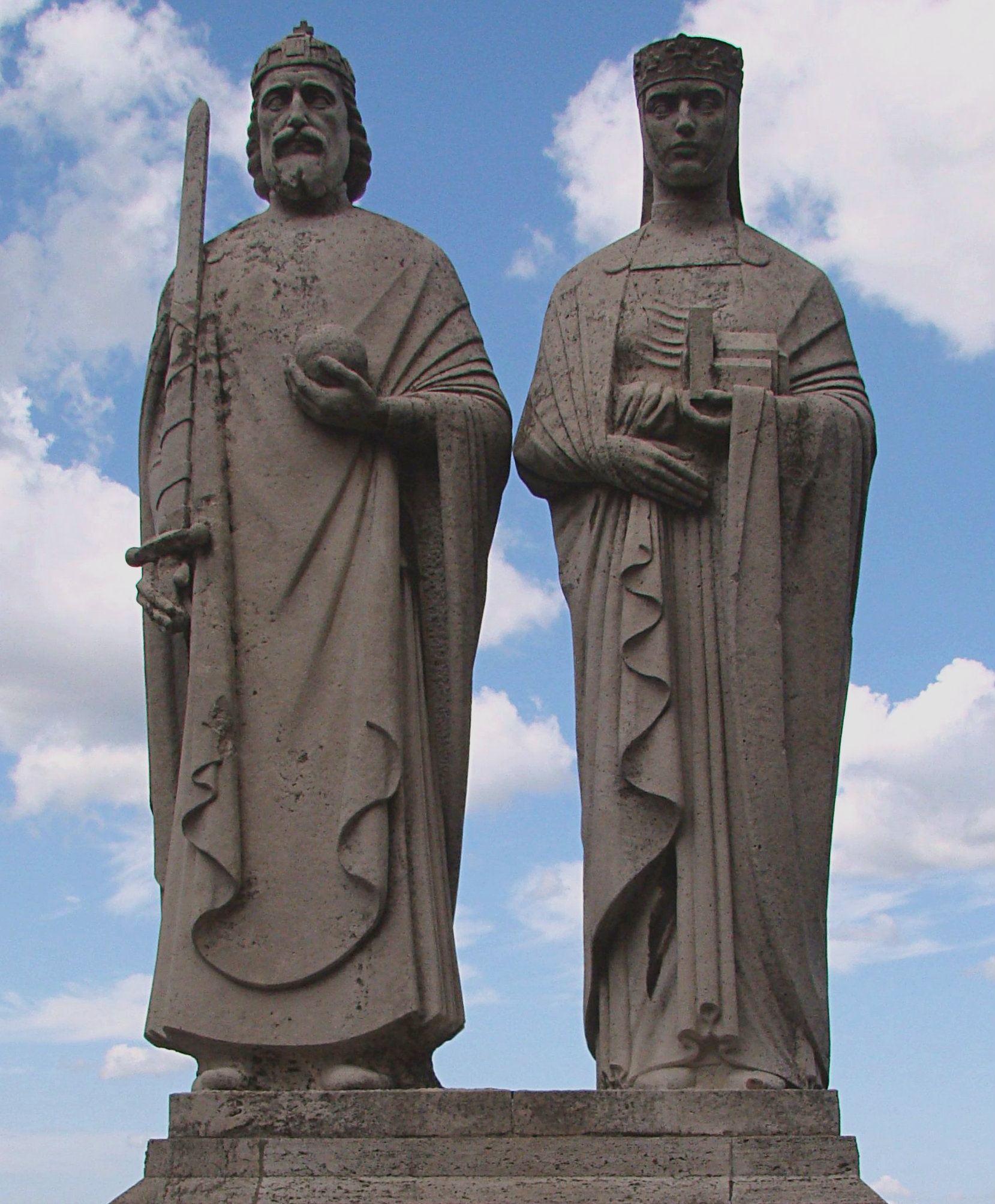
Szent István és Gizella szobra Veszprémben

- Szent István és Gizella (mészkő, 1938, Veszprém, Vár)
- Tompa Mihály (dombormű, 1940, Budapest, XIV. ker., elpusztult)
- Gr. Batthyány Lajos elfogatása (kő dombormű, 1941, Budapest, V. ker., Egyetem u. 16., Károlyi Palota, Henszlmann u.)
- Kuzsinszky Bálint (emléktábla, kő, 1944, Budapest, III. ker., Szentendrei út 139. Aquincum Múzeum)
- Szovjet hősi emlékmű domborműve (bronz, 1945, Kaposvár, Kerényi Jenő u.)
- Zalka Máté (kő, 1950 körül, Budapest, V. ker., Rosenberg házaspár u. 27., lebontották)
- Paraszt figura (mészkő, 1952, Pécs, Petőfi Laktanya, Pécsváradi út)
- Petőfi (1954, Kaposvár, Petőfi tér)
- Védőnő (alumínium, 1954, Szeged, Védőnőképző, kert)
- Üvegfúvó (alumínium, 1955-1959, Salgótarján, Üveggyár)
- Figurális dombormű (terrakotta, 1955, Budapest, II. ker., Pannónia Filmstúdió, Hűvösvölgyi út 64.)
- Latinka Sándor (mellszobor, bronz, 1955, Kaposvár, Rippl-Rónai Múzeum)
- homlokzati dombormű (mészkő, 1956, Salgótarján, Megyei Tanács (Pándi-Kiss Jánossal, Kiss Kovács Gyulával, Boda Gáborral)
- figurális dombormű (terrakotta, 1956, Győr, Szakszervezeti Székház)
- Napba néző (vörösrézlemez domborítás, 1957, Budapest, XII. ker., Széchenyi-hegyi TV-adótorony bejárat)
- Felvonuló diákok (mészkő dombormű, 1959, Komló, Kenderföldi Iskola)
- Csiky Gergely (mellszobor, bronz, 1959, Kaposvár, Csiky Gergely Színház, előcsarnok)
- Energia-Villám (fém, 1960-1961, Budapest, XVIII. ker., Nefelejcs u. 2., Kispesti Hőerőmű)
- Védőnő-Óvónő (alumínium, 1961, Sárospatak, Óvónőképző Intézet)
- Irinyi János (mellszobor, bronz, 1962, Létavértes, Kollégium)
- Monteverdi (bolgár mészkő, 1961-1967, Budapest, VI. ker., Magyar Állami Operaház)
- Smetana (bolgár mészkő, 1961-1967, Budapest, VI. ker., Operaház)
- Férfi és női tondó (bronz, 1961, Csákvár, TBC Szanatórium)
- Nevelőnő-ápolónő gyermekkel (alumínium, 1962-1964, Fót, Gyermekváros, park)
- Szimbolikus figura-Gyógyítás-Kígyós nő (alumínium, 1965, Kecskemét, Megyei Kórház)
- Mosonyi Mihály (emléktábla, ruskicai márvány, 1966, Budapest, V. ker., József Attila u. 1.)
- Olvasó lány (bronz, 1966, Egercsehi, Bányaüzem)
- Költészet (mészkő, 1966-1969, Budapest, Budavári Palota, Hunyadi udvar)
- Tompa Mihály emlékoszlop (3 db bronz, dombormű, 1967, Budapest, XIV. ker., Népstadion úti Kis botanikus kert, az elpusztult 1940-es városligeti emlékpadról áthelyezve)
- Arany János (bronz, 1967, Kisújszállás, Arany János Gimnázium)
- Báthory István (szobor, 1969, Nyírbátor, a Báthori István Gimnázium előtt)
- Jurij Gagarin (mellszobor, mészkő, 1971, Taszár, laktanya)
- díszkút (mészkő, 1972, Dunakeszi, Járműjavító Vállalat Lakótelep)
- Fodor József (bronzportré, 1972, Kaposvár, Megyei Kórház)
- Mártír emléktábla-Spila Rezső (márvány, 1977, Kaposvár, Nyomdaipari Vállalat)
- Sellő-Szellő (bronz, 1978, Kaposvár, Strand)
- Németh István (szobor, talapzatán 1939-es évszámmal, Kaposvár, Berzsenyi park)
- díszkút plasztika (?, Komló, Fő tér).

## Díjai, elismerései
- Szinyei Társaság díja (1928)
- Szinyei Társaság kitüntető elismerése (1934)
- Svéd Éremművész és Numizmatikai Szövetség kitüntetése (1936)
- Párizsi Világkiállítás, arany-ezüst érem (Diplôme d'honneur, 1937)
- Ferenc József szobrászati díj (1939)
- III. Országos Érembiennále, Sopron (1981)
- Érdemes művész (1987)